# (6896) 1987 RE1
(6896) 1987 RE1 là một tiểu hành tinh vành đai chính. Nó được phát hiện bởi Henri Debehogne ở Đài thiên văn La Silla ở Chile ngày 13 tháng 9 năm 1987.